# Liste der Biografien/Nn
Liste der Biografien |
Portal Biografien |
Personensuche
# |
A |
B |
C |
D |
E |
F |
G |
H |
I |
J |
K |
L |
M |
N |
O |
P |
Q |
R |
S |
T |
U |
V |
W |
X |
Y |
Z |
?
 
Na |
Nb |
Nc |
Nd |
Ne |
Nf |
Ng |
Nh |
Ni |
Nj |
Nk |
Nl |
Nm |
Nn |
No |
Nr |
Ns |
Nt |
Nu |
Nv |
Nw |
Nx |
Ny |
Nz
Die Liste der Biografien führt alle Personen auf, die in der deutschsprachigen Wikipedia einen Artikel haben. Dieses ist eine Teilliste mit 18 Einträgen von Personen, deren Namen mit den Buchstaben „Nn“ beginnt.

## Nn

### Nna
- Nnachi Okoro, Michael (* 1940), nigerianischer Geistlicher, emeritierter römisch-katholischer Bischof von Abakaliki
- Nnadozie, Chiamaka (* 2000), nigerianische Fußballspielerin
- Nnaji, Genevieve (* 1979), nigerianische Schauspielerin
- Nnaji, James (* 2004), nigerianischer Basketballspieler
- Nnaji, Zeke (* 2001), US-amerikanischer Basketballspieler
- Nnamaka, Chioma (* 1985), schwedische Basketballspielerin
- Nnamaka, Oluoma (* 1978), schwedischer Basketballspieler
- Nnamani, Emeka (* 2001), dänischer Fußballspieler
- Nnamani, Johnson (* 2003), nigerianischer Leichtathlet
- Nnamani, Ogonna (* 1983), US-amerikanische Volleyballspielerin
- Nnamani, Samuel (* 1995), nigerianischer Fußballspieler
- Nnamdi, Chinecherem (* 2002), nigerianischer Speerwerfer
- Nnamdi, Kelechi (* 2006), österreichischer Fußballspieler
- Nnauye, Nape (* 1977), tansanischer Politiker

### Nne
- Nneka (* 1980), nigerianisch-deutsche Hip-Hop-/Soul-SängerinNneka (* 1980)

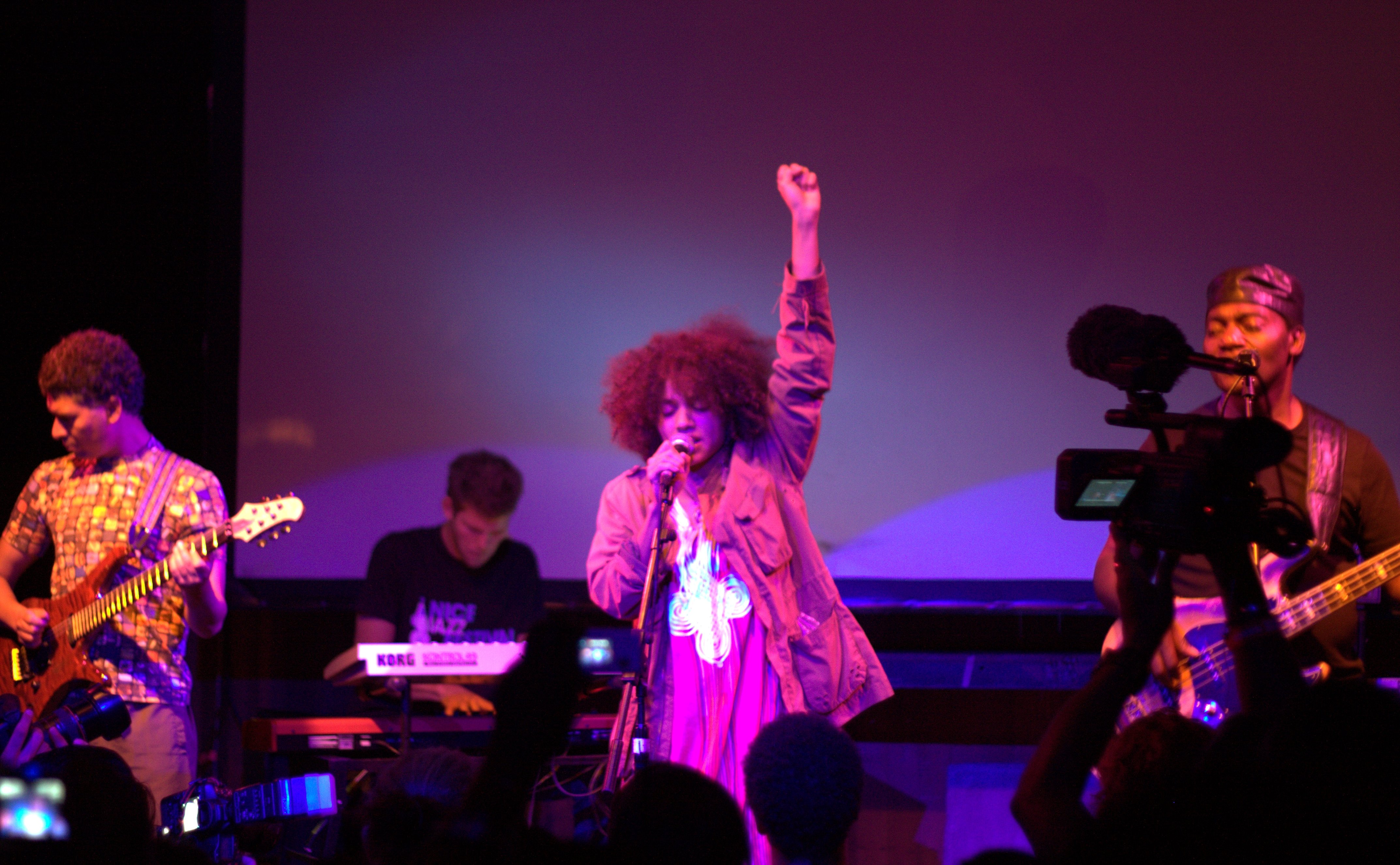
Nneka (* 1980)

### Nno
- NNOC (* 1987), deutscher Rapper und Schauspieler
- Nnodim, Daniel (* 2007), deutscher Fußballspieler
- Nnoko, Landry (* 1994), kamerunischer Basketballspieler